# Cryothenia
Cryothenia è un genere di pesci d'acqua salata appartenenti alla famiglia Nototheniidae.

## Distribuzione e habitat
Le due specie del genere sono diffuse nell'Oceano Antartico.

## Specie
Entrambe le specie conosciute sono state scoperte in tempi recenti (1981 e 2006) pertanto non si esclude, visto anche il difficile habitat in cui vivono, di scoprirne altre.
- Cryothenia amphitreta
- Cryothenia  peninsulae